# Нэш, Уолтер
Сэр Уолтер Нэш (англ. Walter Nash; 12 февраля 1882 — 4 июня 1968) — 27-й премьер-министр Новой Зеландии, глава второго Лейбористского правительства Новой Зеландии (1957—1960), а также влиятельный министр финансов (1935—1949). Он известен своей долгой государственной службой, был одним из главных идеологов Лейбористской партии, состоя в ней с момента её основания. Многие связывают с его именем постепенный отход Лейбористской партии со своих первоначальных социалистических позиций.

## Ранние годы
Нэш родился в Киддерминстере, городе в английском графстве Вустершир. Рос в бедной семье. Отец был алкоголиком. Нэш хорошо учился в школе и выиграл грант для поступления в гимназию для одаренных детей Карла I, однако его семья не могла потянуть дополнительные расходы, связанные с обучением, поэтому Нэш отказался от учёбы в этом заведении. Нэш начал работу конторским служащим вначале в юридической конторе в Киддерминстере, а затем на фабрике около Бирмингема.
В 1906 году Нэш женился на Лотти Мэй Истон и открыл свой магазин. Он стал активным общественным деятелем, принимая участие в деятельности различных светских обществ и клубов. Также продолжил образование в вечерней школе. Однако в 1908 году заболели его жена и сын, а дочь умерла при рождении. Кроме того, экономический кризис следующего года ударил по его бизнесу. Семья решила переехать из Англии в Новую Зеландию.
После приезда в Веллингтон в середине 1909 года Нэш стал помощником местного портного. Его жена родила ещё двоих сыновей. В это время сформировались его религиозные и политические убеждения. Наряду с крепкой христианской верой, унаследованной им от матери, в нём возросла вера в социализм. Всю жизнь Нэш оставался «христианским социалистом», считая, что эти две вещи не разделимы. Его политические взгляды сформировались под влиянием дружбы с такими выдающимися новозеландскими социалистами как Майкл Джозеф Сэвидж, Боб Сэмпл и Гарри Холланд. Нэш также был убеждённым пацифистом.
Однако финансовое положение Нэша ухудшилось, когда фирма портного, в которой он работал (и был её совладельцем), закрылась. Нэш вместе с семьей переехал в Палмерстон-Норт, где стал продавцом шерсти и торговцем тканями. Позже он открыл швейную компанию в Нью-Плимуте вместе с портным из Стратфорда Биллм Бизли, но этот бизнес не стал успешным.

## Начало политической карьеры
Некоторое время Нэш состоял в первой Лейбористской партии, основанной в 1911 году, но был вынужден приостановить своё членство в связи с финансовыми трудностями. Тем не менее в 1918 году он участвовал в создании местного отделения современной Лейбористской партии Новой Зеландии в Нью-Плимуте, в которой он проявил высокую активность. В следующем году Нэш был избран в национальное руководство партии.
В 1920 году вместе с женой он отправились в путешествие в Европу, посетив различные социалистические конференции. Когда они вернулись в Новую Зеландию в январе 1921 года, Нэш был оштрафован за ввоз «подрывной литературы». Несмотря на известность, которую принёс ему этот штраф среди его друзей-социалистов, Нэш был одним из наиболее умеренных лейбористов.
Через год после возвращения в Веллингтон в 1922 году, Нэш был избран национальным секретарём Лейбористской партии. При его вступлении в должность казна партии составляла 200 фунтов. Эту сумму взносами по 100 фунтов внесли в качестве беспроцентного кредита сам Нэш и Джон Гловер (управляющий землями маори).
Его часто называют человеком, который превратил Лейбористскую партию в действующий механизм; создал эффективную организационную структуру и погасил долги партии. Под лозунгом «FIFTY THOUSAND SHILLINGS AND FIFTY THOUSAND MEMBERS IN THREE MONTHS (50 тысяч шиллингов и 50 тысяч членов партии за 3 месяца)» в газете Maorilands Worker он много работал над увеличением численности партии.
Нэш выставлял свою кандидатуру на выборах в парламент от округа Хатт в 1925 и 1928 годах, но был избран только на дополнительных выборах в 1929 году. Он также выставлял свою кандидатуру на пост мэра Веллингтона. В парламенте Нэш стал одним из главных докладчиков лейбористов по финансовым вопросам.

## Министр финансов
После победы лейбористов во главе с Майклом Джозефом Сэвиджем в 1935 году Нэш был назначен министром финансов, а также занял ряд менее значимых постов. Он стал третьим по старшинству в 1-м лейбористском правительстве сразу после Сэвиджа и Питера Фрейзера.
Ко времени прихода Нэша на пост министра финансов новозеландская экономика была в плохом состоянии, и в начале свой министерской карьеры он был очень занят. Пытаясь улучшить ситуацию, Нэш ввёл несколько важных изменений, в том числе национализировал Резервный Банк Новой Зеландии. В 1936 году Нэш отправился в Англию для проведения торговых переговоров. Он также посетил Берлин и Москву.
После возвращения в Новую Зеландию он оказался втянут в споры внутри лейбористской партии по вопросам экономической политики. В частности, его сильно критиковали, сторонники социального кредитования, которые хотели чтобы их взгляды стали официальной политикой лейбористов. Кроме того, Нэша атаковали более радикальные социалисты, которые считали его прагматичную экономическую политику слишком умеренной. Однако, Нэш, поддержаный Сэвэджем и Фрейзером, вышел сухим из воды. Ему было поручено выполнение плана социальной защиты лейбористов.
В первые годы Второй мировой войны Сэвэдж серьёзно заболел, и это время оказалось трудным для Лейбористской партии. Проблемы усугубились из-за Джона А. Ли, лейбориста, начавшего серьёзную атаку на экономическую политику партии. В частности, Ли критиковал Сэвэджа и Нэша. После смерти Сэвэджа премьером стал Питер Фрейзер, а Ли был исключён. Сам Нэш, нехотя оставил свой прежний пацифизм и принял войну как неизбежное. В это время Нэш был дипломатическим представителем Новой Зеландии в США. В конце войны Нэш принял участие конференциях по созданию ООН, а также рекомендовал Новой Зеландии вступить в Международный валютный фонд.
Приближались выборы 1949 года, однако популярность лейбористской партии падала. Основными причинами этого были промышленный кризис и инфляция. На выборах победила Национальная партия во главе с Сидни Холландом. Тем не менее Нэш сохранил своё место в парламенте.

## Лидер оппозиции
Вскоре после этих выборов умер Фрейзер и Нэш единогласно был избран лидером Лейбористской партии. Первым его испытанием на этом посту стал спор по вопросу о всеобщих забастовках наносивших ущерб экономике. Позиция лейбористов по этому вопросу была неясной — партию осуждали многие рабочие за отсутствие необходимой поддержки, и в том же время критиковало бизнес-сообщество за «мягкость» к профсоюзам находящимся под коммунистическим влиянием. На досрочных выборах 1951 года, созванных Холландом, чтобы подтвердить свой мандат, лейбористы потерпели тяжёлое поражение.
На посту лидера оппозиции Нэш в целом не считается успешным. Его основные таланты заключались в области организационной работы и финансов, а не воодушевляющего лидерства, которым обладали Сэвэдж и Фрейзер. Также казалось, что он слишком медленно принимает решения. В 1954 году большинство руководства партии было за смену лидера, но под давлением профсоюзов продлило полномочия Нэша.
В то время как правительство националистов утрачивало популярность, лейбористы вернули себе былой динамизм. На выборах 1957 года лейбористы одержали трудную победу, обещав снизить налоги и отменить обязательную военную подготовку. Нэш стал премьер-министром 2-го лейбористского правительства.

## Премьер-министр
Ко времени вступления в должность нового правительства финансовая ситуация в стране была ещё хуже, чем при предыдущем правительстве. Платёжный баланс вызывал серьёзную озабоченность. Нэш решил, что для того, чтобы вернуть ситуацию под контроль, нужны решительные меры. Эти меры нашли отражение в так называемом «Чёрном бюджете», представленном новым министром финансов Арнольдом Нордмайером. Бюджет включал в себя значительное увеличение налогов и вызвал бурное негодование народа. Это подогревалось заявлениями Национальной партии, что Нэш и Нордмайер преувеличивают значение проблем. Факт, что дополнительные налоги были введены в основном на бензин, сигареты и пиво, способствовали созданию отрицательного образа правительства Нэша. Ситуация усугублялась частыми отъездами Нэша из страны, оставлявшим Нордмайера и других министров самостоятельно защищать правительственную политику.
Кроме того, Нэша критиковали за неудачные действия во время тура сборной по регби в ЮАР, страну в которой правил режим апартеида. По настоянию властей ЮАР новозеландская команда не включила в свой состав игроков-маори, что вызвало сильные протесты по всей Новой Зеландии. Однако Нэш отказался уступить, заявив, что этот вопрос должно решать спортивное руководство. Это решение стоило лейбористам многих сторонников.
В 1960 году лейбористы проиграли выборы националистам и Нэш снова стал лидером оппозиции.

## После отставки
Нэшу было почти 80 лет, и он был не так активен как прежде. Смерть жены в 1961 году тоже не прошла для него даром. Всё чаще звучали призывы к нему уйти в отставку. Однако Нэш отказывался покинуть свой пост из-за нежелания видеть своим преемником Арнольда Нордмайера.
Тем не менее в 1963 году Нэш покинул пост лидера Лейбористской партии, а его преемником был избран Нордмайер. Нэш выдвигал на пост своего преемника Джерри Скиннера, а затем Фреда Хэккетта, но вначале Скиннер, а затем Хэккетт неожиданно скончались.
Нэш оставался депутатом парламента от округа Хатт до своей смерти 4 июня 1968 года. Он также активно участвовал в движении протеста против войны во Вьетнаме и осудил американские бомбардировки Северного Вьетнама. Пожертвования детскому отделению госпиталя в Куинёне, Вьетнам, служат памятью о нём.
В 2008 году правнук Нэша, Стюарт Нэш был, избран в парламент по списку Лейбористской партии.